# 歌川重次
歌川 重次（うたがわ しげつぐ、生没年不詳）とは、江戸時代の浮世絵師。

## 来歴
『増補浮世絵師人名辞書』によれば初代歌川広重の門人、一昇斎と号す。『浮世絵師伝』は本姓を大宅氏、「一笑斎」とする。作は文久から元治の頃にかけてのものが知られる。元治元年（1864年）、二代目広重が甲府に赴いた際、重次も同行し同地に絵を残している。『市中取締書留』所収の「浮世画工名前書」に「重次」の名があり、それによれば俗名は八左衛門、松田町（現在の千代田区鍛治町二丁目）に住むとある。

## 作品
- 「忠臣蔵　見立」　大判錦絵2枚　ボストン美術館所蔵　※文久3年（1863年）
- 「新板虫つくし」　大判錦絵　公文教育研究会所蔵　※文久頃、蔦吉版
- 「貼交屏風」　六曲一双　個人蔵　※二代目広重らによる肉筆の小品画を屏風に貼り交ぜたもの。このうち重次の作で「朝比奈」と「宝子珠」の絵あり。